# Manchild (singolo)
Manchild è un singolo della cantante statunitense Sabrina Carpenter, pubblicato il 5 giugno 2025 come primo estratto dal settimo album in studio Man's Best Friend.

## Antefatti
Il 2 giugno 2025, Carpenter annuncia tramite i suoi social media l'uscita del singolo con un breve video promozionale che la mostra pronunciare il verso di apertura del brano, ovvero «oh boy». Il giorno seguente viene confermato il titolo ufficiale del brano.

## Descrizione
Manchild mescola synth pop e country pop, tipico degli anni ottanta. È stato comparato al predecessore Please Please Please (2024) per la medesima componente country e in altri casi definito come il «singolo dell'estate».

## Promozione
La cantante si è esibita per la prima volta il 6 giugno 2025 al Primavera Sound Festival 2025 di Barcellona.

## Video musicale
Il video musicale è stato pubblicato alcune ore dopo la pubblicazione digitale della canzone il 6 giugno.

## Tracce
Testi e musiche di Sabrina Carpenter, Amy Allen e Jack Antonoff.
Download digitale, streaming
1. Manchild – 3:33

7"
- Lato A

1. Manchild

- Lato B

1. Inside of Your Head When You've Just Won an Argument with a Man

## Successo commerciale
Manchild è entrato direttamente al numero uno della Billboard Hot 100, diventando la sua prima entrata a riuscire nell'impresa e la seconda in assoluto a giungere in cima alla classifica dopo Please Please Please (2024); la canzone ha dunque accumulato 27,1 milioni di stream (guidando la Streaming Songs), 14 milioni di audience radiofonica e 20 000 copie vendute nell'arco della sua prima settimana d'uscita.
Ha esordito direttamente al vertice della Official Singles Chart con 62 373 unità, 4 501 delle quali sono provenienti dal formato in 7". Ha così segnato la sua quarta numero uno e ha contribuito a estendere il primato della Carpenter per la donna ad aver accumulato il maggior numero di settimane in prima posizione (23) nella hit parade della Official Charts Company negli anni venti. È ritornato in vetta alla classifica dopo aver spodestato Ordinary di Alex Warren con 45 756 unità equivalenti.

## Classifiche
| Classifica (2025)   | Posizione massima |
| ------------------- | ----------------- |
| Argentina           | 55                |
| Australia           | 2                 |
| Austria             | 19                |
| Belgio (Fiandre)    | 11                |
| Belgio (Vallonia)   | 27                |
| Brasile             | 38                |
| Canada              | 2                 |
| Emirati Arabi Uniti | 13                |
| Filippine           | 7                 |
| Finlandia           | 37                |
| Francia             | 87                |
| Germania            | 17                |
| Grecia              | 5                 |
| Hong Kong           | 23                |
| Irlanda             | 1                 |
| Islanda             | 10                |
| Israele             | 69                |
| Italia              | 97                |
| Lettonia            | 16                |
| Libano              | 2                 |
| Lituania            | 33                |
| Lussemburgo         | 17                |
| Malaysia            | 20                |
| Norvegia            | 12                |
| Nuova Zelanda       | 2                 |
| Paesi Bassi         | 16                |
| Polonia             | 22                |
| Regno Unito         | 1                 |
| Repubblica Ceca     | 64                |
| Singapore           | 7                 |
| Slovacchia          | 43                |
| Spagna              | 48                |
| Sudafrica           | 46                |
| Stati Uniti         | 1                 |
| Svezia              | 13                |
| Svizzera            | 25                |

## Date di pubblicazione
| Paese       | Data          | Formato                      | Etichetta        | Nota   |
| ----------- | ------------- | ---------------------------- | ---------------- | ------ |
| Mondo       | 5 giugno 2025 | Download digitale, streaming | Island           | [ 30 ] |
| Stati Uniti | 6 giugno 2025 | 7"                           | Island           | [ 31 ] |
| Italia      | 6 giugno 2025 | Radio                        | Island           | [ 32 ] |
| Stati Uniti | 6 giugno 2025 | Contemporary hit radio       | Island, Republic | [ 33 ] |